# 마티아 페린
마티아 페린(이탈리아어: Mattia Perin, 1992년 11월 10일 ~ )는 세리에 A의 클럽인 유벤투스 FC와 이탈리아 축구 국가대표팀에서 골키퍼로 뛰는 이탈리아의 축구 선수이다.
2010년 제노아에서 선수 생활을 시작했고, 2011-12 시즌 파도바와 2012-13 시즌 페스카라로 장기간 임대를 갔다온 것을 제외하면 쭉 제노아에 있었다. 국가대표팀에서는 2014년 FIFA 월드컵에 참가했지만 뛰지 못 했고, 그 다음 해에서 성인 대표팀에 데뷔했다.

## 클럽 경력
제노아 유스팀이 발굴해낸 선수 중 한 명인 마티아 페린은 2010년 1월에 3 선발 골키퍼로서 등번호 88번을 받고 1군 팀으로 승격하였다. 그는 그로세토(2010년 10월 20일), 비첸차(12월 24일), 인테르(2011년 1월 12일), 라치오(5월 12일)의 경기들에서 벤치 선수로 출전하였다. 그는 2011년 5월 22일 체세나를 상대로 3-2로 이긴 경기에서 선발출전을 하며 프로 무대 데뷔전이자 세리에 A 데뷔전을 치렀다.
2011년 7월에 페린은 세리에 B 팀 파도바에 임대되었다. 그는 2011년 10월 1일에 엠폴리 원정에서 4-2로 이긴 경기에서 선발로 출전하며 세리에 B 데뷔전을 치렀다.
2012년 여름에 마티아 페린은 새롭게 세리에 A에 승격한 페스카라에 임대되어 시즌 종료를 할 때까지 총 29경기에 출전했다.

## 통계
| 클럽     | 시즌    | 리그 | 코파 | 유럽 | 기타 | 합계 |
| -------- | ------- | ---- | ---- | ---- | ---- | ---- |
| 제노아   | 2010-11 | 1    |      |      |      | 1    |
| 파도바   | 2011-12 | 25   |      |      |      | 25   |
| 페스카라 | 2012-13 | 29   | 1    |      |      | 30   |
| 제노아   | 2013-14 | 37   | 1    |      |      | 38   |
| 제노아   | 2014-15 | 32   | 1    |      |      | 33   |
| 제노아   | 2015-16 | 25   |      |      |      | 25   |
| 제노아   | 2016-17 | 16   |      |      |      | 16   |
| 제노아   | 2017-18 | 37   | 1    |      |      | 38   |
| 유벤투스 | 2018-19 | 9    |      |      |      | 9    |
| 제노아   | 2019-20 | 21   |      |      |      | 21   |
| 제노아   | 2020-21 | 32   |      |      |      | 32   |
| 유벤투스 | 2021-22 | 5    | 5    | 1    | 1    | 12   |
| 유벤투스 | 2022-23 | 11   | 4    | 3    |      | 18   |
| 유벤투스 | 2023-24 | 2    | 2    |      |      | 4    |
| 합계     | 합계    | 282  | 15   | 4    | 1    | 302  |

## 수상

### 유벤투스[4]
- 세리에 A : 2018–19
- 수페르코파 이탈리아나 : 2018

### 개인
- UEFA U-17 유로 대회 베스트 : 2009[5]